# SCHOOL GIRL BYE BYE
『SCHOOL GIRL BYE BYE』（スクール ガール バイ バイ）は、日本のロックバンドナンバーガールが1997年にリリースした1枚目のオリジナル・アルバム。

## 収録曲
1. omoide in my head
2. 大あたりの季節
3. センチメンタル過剰
4. September Girlfriend
5. IGGY POP FAN CLUB
6. 水色革命
7. 渚にて
8. SUMMER of California '73
9. mini grammer
10. 我起立唯我一人
読みは「アイスタンドアローン」
11. 4 track Professional
読みは「よんトラックプロフェッショナル」